# Zonsondergang bij Montmajour
Zonsondergang bij Montmajour is een schilderij van Vincent van Gogh. Het is gemaakt op 4 juli 1888 bij Montmajour dat op enkele kilometers van Arles ligt.

## Geschiedenis
In 1890 maakte het schilderij deel uit van de collectie van Theo van Gogh. In 1901 werd het verkocht. In 1970 dook het doek op in de collectie van de Noorse industrieel Christian Nicolai Mustad. Het had tot die tijd op zolder gelegen. In 1991 werd het doek door het Van Gogh Museum te Amsterdam nog niet als een Van Gogh-schilderij erkend.

## Authenticatie
Het Van Gogh Museum maakte op 9 september 2013 bekend dat het een nieuw schilderij van Vincent van Gogh had ontdekt. In 2011 was een nieuw onderzoek gestart naar de authenticatie. Een bevestiging hiervan was een brief die Van Gogh de volgende dag schreef aan zijn broer:
Gisteren, tijdens zonsondergang, was ik op een steenachtige heide met kleine eiken. Op de achtergrond een ruïne op de heuvel en tarwevelden in de vallei. Het was romantisch, à la Monticelli. De gele zonnestralen die over de struiken en de grond schijnen, als een douche van goud.
Het schilderij was van 24 september 2013 tot 24 september 2014 in de tentoonstelling Van Gogh aan het werk te zien in het Van Gogh Museum.